# Carpinus henryana
Carpinus henryana är en björkväxtart som först beskrevs av Hubert J.P. Winkler, och fick sitt nu gällande namn av Hubert J.P. Winkler. Carpinus henryana ingår i släktet avenbokar, och familjen björkväxter.

## Underarter
Arten delas in i följande underarter:
- C. h. henryana
- C. h. oblongifolia
- C. h. simplicidentata